# Дженніфер Нівен
Дженніфер Нівен (англ. Jennifer Niven; 14 травня 1968, Шарлотт) — американська письменниця, яка протягом тривалого часу писала тільки лиш нехудожню літературу, але згодом вирішила спробувати себе в художній літературі для підлітків. Зокрема, 2015 року світ побачив найвідоміший роман письменниці — «Усі яскраві місця», який став бестселером та перекладений багатьма мовами світу.

## Біографія
Народилася 14 травня 1968 року в місті Шарлотт, Північна Кароліна, США. Дочка письменниці Пенелопи Нівен (пом.2014), яка насамперед відома книгою «Карл Сендберг: Біографія» (1991). Навчалася у Середній школі Ричмонда (Індіана), вищу ж освіту здобувала в Університеті Дрю та Американському інституті кіномистецтва. Перед тим як повністю присвятити себе письменницькій діяльності, Дженніфер працювала помічником керівника книгарні, інтерв'юером знаменитостей, продюсером на телебаченні тощо. Одружена з архітектором та фотографом Луїзом Капелерісом. Разом із чоловіком живе в Лос-Анджелесі.

## Творчість
1990 року письменниця опублікувала свою першу книгу в жанрі нехудожньої літератури — «Ада Блекджек», яка розповідає історію 23-річної жінки інупіатки на ймення Ада Блекджек, яка протягом двох років прожила на ненаселеному острові Врангеля, після того, як усі решта членів експедиції або померли, або зникли безвісти, вирушивши у пошуках допомоги. Книга багато разів перевидавалася з 2003 року.
2000 року світ побачила ще одна нехудожня книга Дженніфер — «Володар льоду», в якій розповідалося про невдале плавання бригантини «Карлук» до Арктики в 1913 році. Книга принесла авторці багато літературних нагород та ввійшла до десятки найкращих нехудожніх книг за версією журналу «Entertainment Weekly».
2009 року письменниця видала книгу мемуарів «Щоденники Aqua Net», де описала свій сласний досвід навчання в середній школі в одному з місечок Індіани 1980-х.
У 2009—2014 роках Дженніфер видавала серію з чотирьох книжок про пригоди молодої дівчини Вельви Джін у період між початком та кінцем Другої світової війни, а 2015 дебютувала як авторка підліткової літератури, видавши роман «Усі яскраві місця», який розповідає історію старшокласників Фінча та Вайолет та зачіпає такі теми як: депресія, психічні розлади та самогубство. Ба більше, у книзі також описано найдивовижніші місцини штату Індіана, які головні персонажі відвідують у рамках свого шкільного проекту. Також цікаво, що Дженніфер у реальному житті заснувала вебжурнал «Germ», часопис для дівчат середньої школи, який у книзі започатковує Вайолет. 2016 року почалися зйомки однойменного фільму з Ель Феннінг у головній ролі. Прем'єра стрічки запланована на 2018 рік.
2016 року світ побачив ще один підлітковий роман письменниці — «Зупиняти всесвіт», у центрі сюжету якого любовна історія Лібі та Джека.

## Українські переклади
- Дженніфер Нівен. Усі яскраві місця. — К. : КМ-Букс, 2017. — 392 с. — ISBN 978-617-7498-64-2.

### Нехудожня література
- Ada Blackjack: A True Story of Survival in the Arctic (1990) — «Ада Блекджек: Правдива історія виживання в Арктиці»;
- The Ice Master (2000) — «Володар льоду»;
- The Aqua Net Diaries: Big Hair, Big Dreams, Small Town (2009) — «Щоденники Aqua Net: Велике волосся, великі мрії, мале містечко».

### Серія про Вельву Джін
- Velva Jean Learns to Drive (2009) — «Вельва Джін вчиться водити машину»;
- Velva Jean Learns to Fly (2011) — «Вельва Джін вчиться літати»;
- Becoming Clementine (2012) — «Стати Клементін»;
- American Blonde (2014) — «Американська блондинка».

### Підліткова література
- All the Bright Places (2015) — «Усі яскраві місця»;
- Holding Up the Universe (2016) — «Зупиняти всесвіт».